# Жовта небезпека

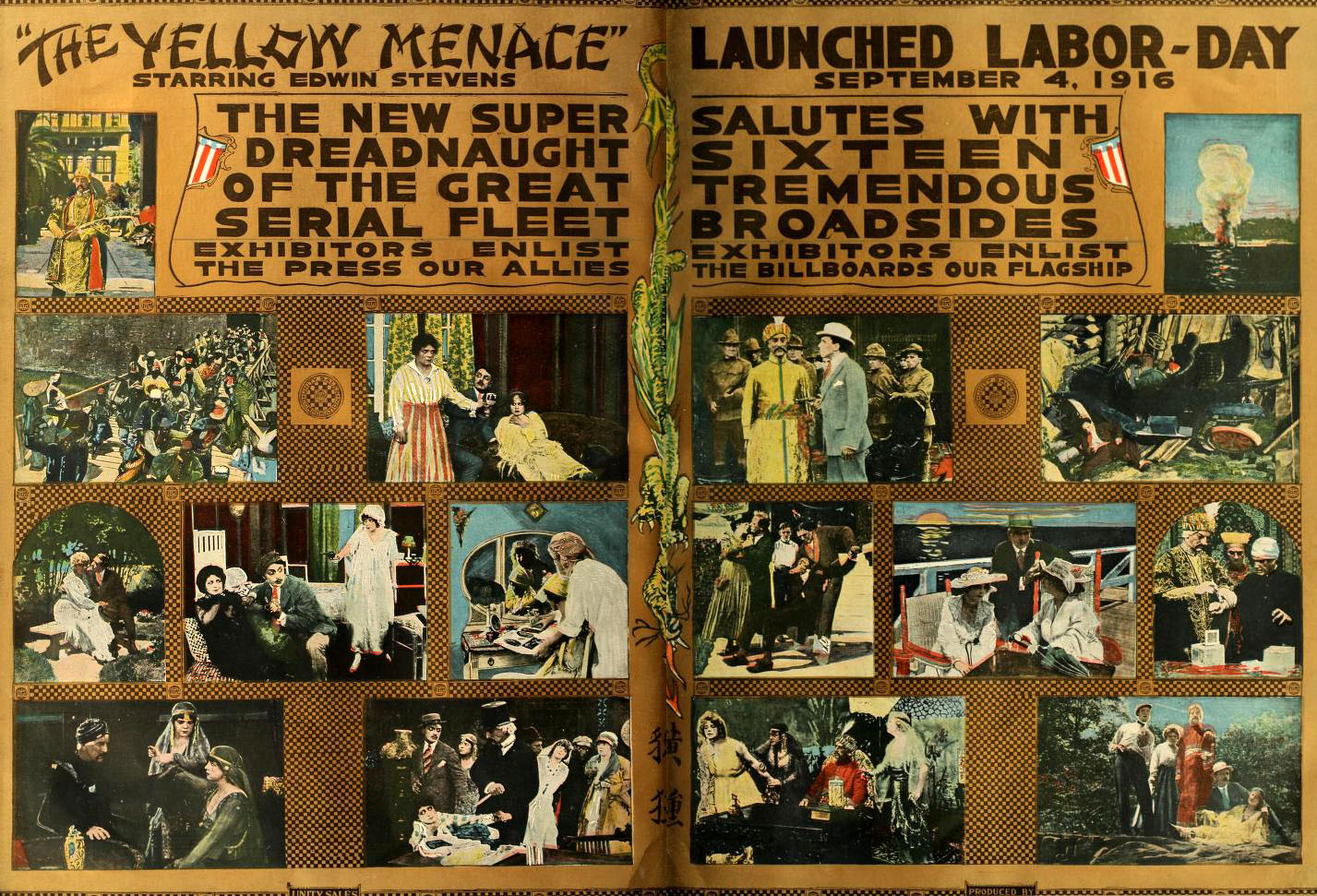
The Yellow Menace (1916)

«Жовта небезпека» — описова назва для позначення потенційної агресії з боку численних і швидкозростаючих азійських народів. Автор цього виразу французький публіцист Поль Леруа Больє (1843 -?), Який вперше висловив свої побоювання з приводу «пробудження Сходу» — посилення таких країн, як Китай, і особливо Японія. Зародившись у Франції, термін, проте, отримав найбільше поширення в імперіалістичних колах таких держав, як Німеччина, Британська імперія, США, які мали найрізноманітніші інтереси на Сході. Згодом цей вислів часто повторював німецький імператор Вільгельм II, завдяки якому воно й увійшло в суспільно-політичну лексику європейських країн і набуло ксенофобський, джингоїстський відтінок.
Нині цей термін набув нового звучання у зв'язку з розвитком «азійських тигрів» і насамперед Китайської Народної Республіки.

## Історія

### США і Тихоокеанський регіон

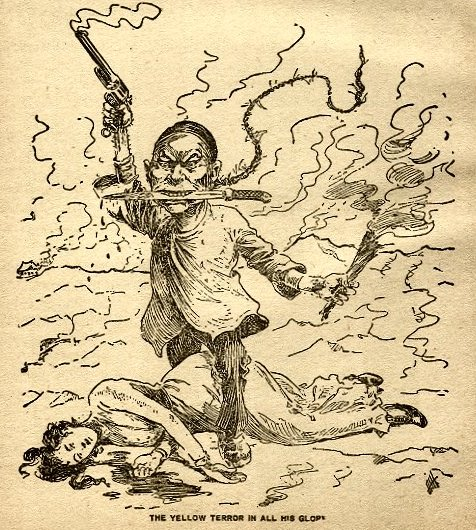
«The Yellow Terror In All His Glory», 1899 editorial cartoon

Китайська імміграція в США довгий час стримувалася в штатах Гаваї (де азійці становлять близько третини населення) і Каліфорнія (12,5 % населення). Багато китайців, японців та корейців, що традиційно проживають в закритих гетто-Чайнатаунах, ставали об'єктами дискримінації й навіть масової різанини з боку білих американців (Китайський погром 1871). Схожа ситуація спостерігалася і в інших переселенських британських колоніях (Канада, Австралія до середини XIX ст. Винятком стали ряд Карибських островів, куди китайці були привезені як робочі-кулі для роботи на плантаціях.

### 1970-ті — 1980-ті роки: Японська загроза
У 1970-х — 1980-х роках технологічний і фінансовий розвиток Японії змусило західних економістів говорити про японську загрозу. Однак, з 1990-х років Японія почала втрачати свої позиції, багато в чому через стрімке зростання Китаю.

## Сучасність: Китайська загроза
Китайська загроза (англ. China threat або англ. Chinese danger) або жовта небезпека(англ. yellow peril) — позначення сукупності негативних наслідків для різних країн світу, до яких призводить або може призвести стрімкий розвиток КНР в кінці 20-го — початку 21 століття.
Передумови для зростання ролі Китаю були створені реформами Дена Сяопіна в кінці 1970-х — початку 1980-х років, які дозволили приватне підприємництво і відкрили кордони країни, при цьому проводячи суворо протекціоністську зовнішньоекономічну політику. Початкові переваги розвитку Китаю для інших країн, такі як дешеві товари та доступ до нового ринку в Китаї, поступово обернулися значними втратами. Це змусило деяких аналітиків вже в 1990-х роках говорити про китайську загрозу в різних областях.

### Фактори китайської загрози

#### Економічний розвиток

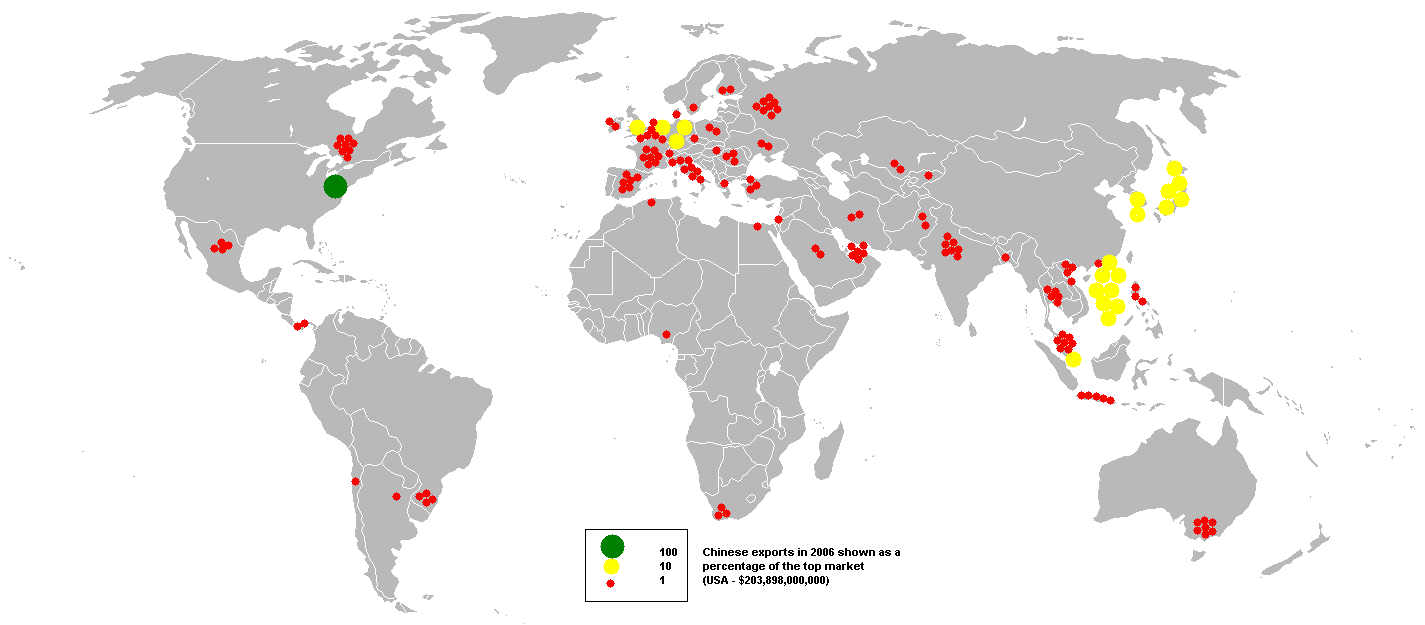
Експорт КНР в країни світу у 2006 р.

З початку 1980-х років економіка Китаю демонструвала стійке і за світовими мірками небувале зростання (до 10 % на рік), що дозволило їй досягти до 2010 року статусу 2-ї економіки світу за обсягом ВВП. Це зростання пояснювалося як об'єктивними факторами (такими як величезні демографічні ресурси, культурні особливості зі спрямованістю на старанне навчання і ретельну працю), так і чинниками, що дозволяють говорити про недобросовісну конкуренцію з боку Китаю, а саме:
- Протекціоністська державна політика. Китай активно користується перевагами світової вільної торгівлі для захоплення ринків для своїх товарів за кордоном, при цьому різними методами блокуючи доступ можливих конкурентів на свій внутрішній ринок.
- Валютна політика. Китайське керівництво протягом декількох десятиліть утримує занижений курс юаня, масивно підтримуючи цим експорт китайських товарів. Численні вимоги найбільших торгових партнерів Китаю про корекцію курсу фактично ігнорувалися.
- Розкрадання інтелектуальної власності.
- Контроль над ресурсами[6]
- Загроза для соціальної ринкової економіки розвинених країн.
- Фінансовий потенціал. Золотовалютні резерви КНР завдяки величезному позитивному торговому сальдо досягли до червня 2010 р. 2450000000000. дол. США і можуть бути використані як інструмент тиску на інші країни.[7].

#### Зміцнення військової потужності
Китай вже має найчисельнішу армію світу, в її лавах перебувають близько 2,5 млн осіб на дійсній службі й ще мільйон числиться в резерві. Китай проводить масивну модернізацію своїх озброєнь, див. Збройні сили КНР. Маючи численні територіальні претензії до сусідніх країн (див. Територіальні питання КНР), Китай хоч і не йшов на прямий конфлікт з іншими країнами в 1990-2000-х роках, однак неодноразово підтверджував свої претензії у політичних заявах.
Є думка, що в найближчому майбутньому не варто очікувати військових дій з боку Китаю, бо його лідери ставлять на перше місце швидкий економічний розвиток і досягнення світової гегемонії економічними методами (China's peaceful rise).

#### Демографічний розвиток
Китай з населенням понад 1,3 млрд людей є найбільшою країною світу за чисельністю населення. Політика обмеження народжуваності (Політика однієї дитини) призвела до деякого уповільнення зростання населення Китаю в 1980-1990-х роках, проте починаючи з 2000-х років ця політика вже не проводиться так суворо, що сприяє подальшому збільшенню кількості населення. Демографічний тиск всередині Китаю сприяє еміграції китайців в інші країни.
Активна китайська імміграція вже призвела до антикитайських зіткнень в різних країнах, наприклад Індонезії, Малайзії та Австралії.
Усередині КНР китайці активно асимілюють не китайські народи, що мали до китайської окупації власні держави, серед іншого:
- тибетців, див Політика КНР відносно Тибету.
- уйгурів, див Рух за незалежність Східного Туркестану, Хвилювання уйгур в Урумчі (2009).

#### Порушення прав людини
Права людини в Китаї розцінює як проблемні більшість країн Заходу та організацій із прав людини. Досі в Китаї піддаються смертній карі по декілька тисяч осіб на рік, діє сувора цензура та обмежені деякі політичні свободи. Хоча порушення прав людини і є формально внутрішньо китайською проблемою, вони можуть бути проблемою і для інших, наприклад у вигляді кримінального переслідування іноземних громадян у Китаї, біженців і т. д.
Учергове презирство китайського керівництва до прав людини й думки світової громадськості проявилося в різко негативній оцінці й бойкот Китаєм вручення Нобелівської премії миру китайському борцю за права людини Лю Сяобо у 2010 р. Щобільше, політичний тиск Китаю призвів до того, що церемонію вручення премії бойкотували також представники 17 інших країн, у тому числі й Росії.

#### Екологічна загроза
Роблячи ставку на якнайшвидше економічний розвиток, китайське керівництво розглядало можливі негативні екологічні наслідки як необхідне зло. Це вже призвело до значних екологічних проблем всередині самого Китаю. Безконтрольний викид вуглекислого газу економікою Китаю призводить до збільшення глобального потепління вже у світовому масштабі. Керівництво КНР офіційно підтвердило у 2010 р., що Китай вийшов на перше місце у світі за викидами вуглекислого газу в атмосферу, обігнавши при цьому США. Західні експерти стверджували, що це сталося ще у 2007-му році.

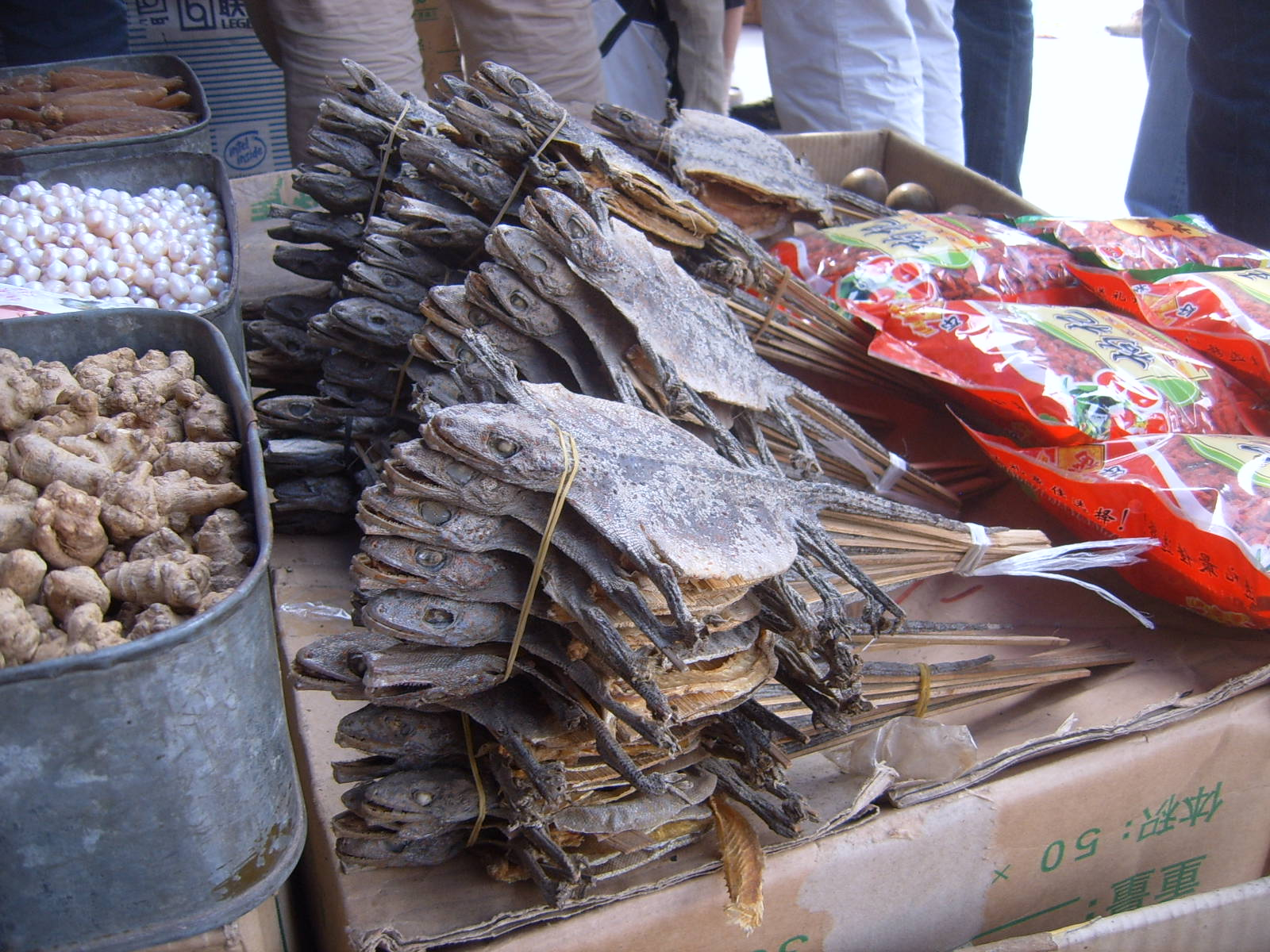
Сушені ящірки на ринку традиційної китайської медицини в Сіані.

Традиційна китайська медицина, широко використовує органи різних тварин, поряд з іншими антропогенними факторами загрожує існуванню рідкісних видів, таких як носоріг, амурські тигри і т. і.